# Alex van Warmerdam

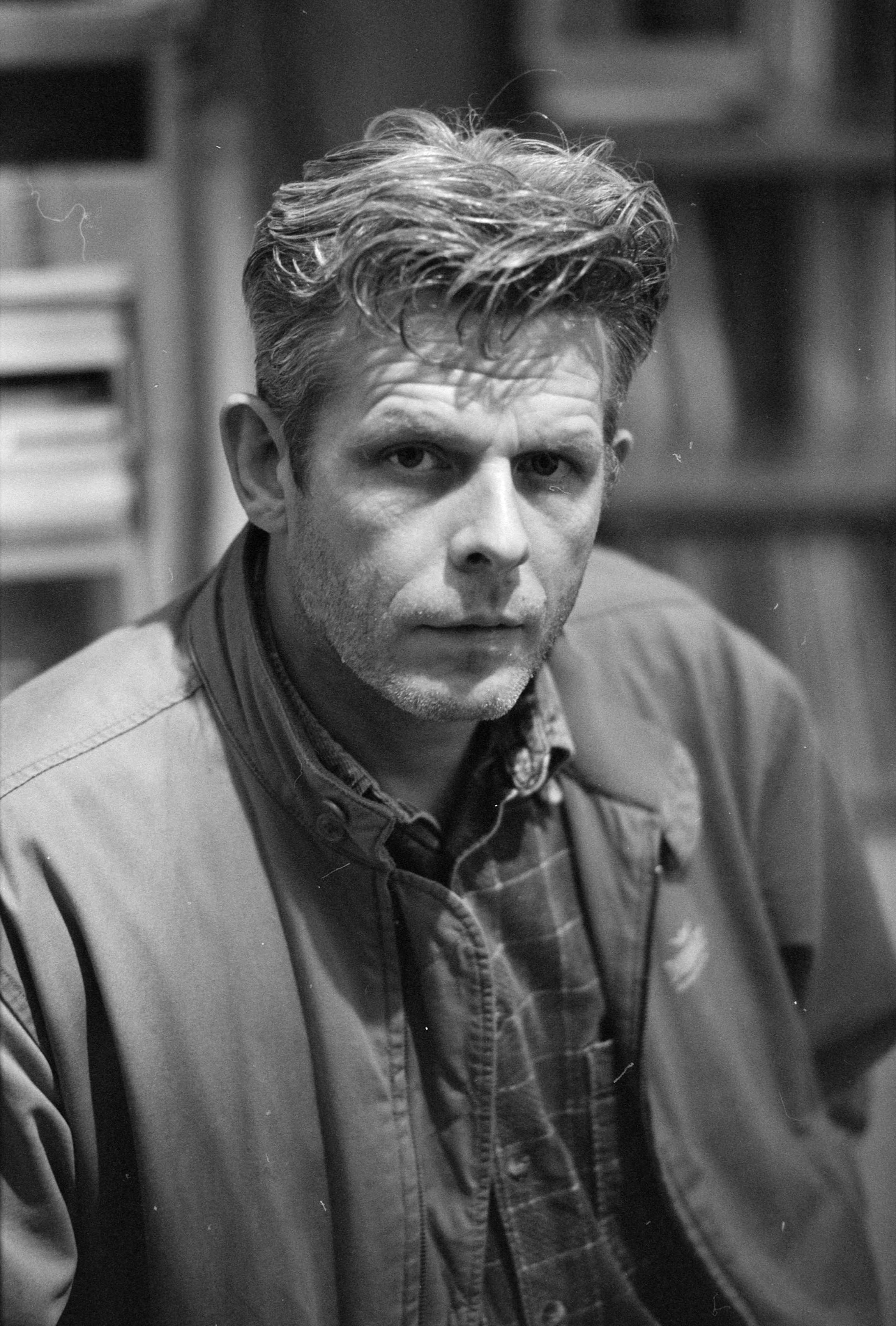
Alex van Warmerdam, 1996

Alex van Warmerdam (* 14. August 1952 in Haarlem) ist ein niederländischer Regisseur, Drehbuchautor, Schauspieler und Maler.

## Leben
Alex van Warmerdam studierte Grafik, Design und Malerei an der renommierten Gerrit Rietveld Academie in Amsterdam. Anschließend arbeitete er als Autor, Regisseur und Schauspieler am von ihm 1972 mitbegründeten freien Theater Hauser Orkater.
1980 gründete er zusammen mit seinem Bruder Marc van Warmerdam und Thijs van der Poll die Theaterkompanie De Mexicaanse Hond (deutsch: Der mexikanische Hund).
Sein erster Film, die Komödie Abel, erschien 1986. Für Noorderlingen wurde van Warmerdam 1992 mit dem Europäischen Filmpreis für den Besten jungen Film und dem Goldenen Kalb für die beste Regie ausgezeichnet.
Sein Film Borgman erhielt 2013 eine Einladung in den Wettbewerb der 66. Filmfestspiele von Cannes. Er war auch der offizielle Kandidat der Niederlande für den Oscar als bester fremdsprachiger Film, kam aber nicht in die Auswahl der Nominierten.
In den meisten seiner Filme tritt van Warmerdam auch als Darsteller in tragenden Rollen auf. Zudem ist er Autor des Romans De Hand van een Vreemde.
Er ist mit der Schauspielerin Annet Malherbe (* 1957) verheiratet. Das Paar hat zwei Kinder.

## Filmografie
- 1986: Abel
- 1992: Noorderlingen (De Noorderlingen)
- 1996: Das geheimnisvolle Kleid (De jurk)
- 1998: Little Tony (Kleine Teun)
- 2003: Grimm
- 2006: Ober
- 2009: Die letzten Tage der Emma Blank (De laatste dagen van Emma Blank)
- 2013: Borgman
- 2015: Schneider vs. Bax
- 2021: Nr. 10